# Franz Lucas
Pour les articles homonymes, voir Lucas.
Franz Lucas (né le 15 septembre 1911 à Osnabrück, mort le 7 décembre 1994) fut, durant la Seconde Guerre mondiale, nazi et membre du personnel médical du camp de concentration d'Auschwitz.
Il était médecin et SS Obersturmführer et a servi durant la même période que Josef Mengele. Lucas a exprimé sa réticence à effectuer des sélections à Auschwitz, et a été jugé trop compatissant envers les détenus des camps de concentration.
En 1964, il a accompagné 16 avocats d'Allemagne de l'Ouest et un juge de crimes de guerre lors du Procès de Francfort (1963-1964). Ils avaient fait ensemble un voyage d'information en Pologne pour vérifier la véracité des témoignages au procès de 21 anciens membres du personnel des camps de concentration d'Auschwitz. Selon Lucas « C'était mon devoir d'y aller. Tous ceux qui en ont la possibilité devraient venir et voir à quoi le racisme peut conduire ».